# Nicola di Romania
Nicola di Romania (Sinaia, 3 agosto 1903 – Madrid, 9 giugno 1978) è stato un principe rumeno, quarto figlio di Ferdinando I di Romania e Maria di Sassonia-Coburgo-Gotha.

## Biografia

### Primi anni di vita e formazione

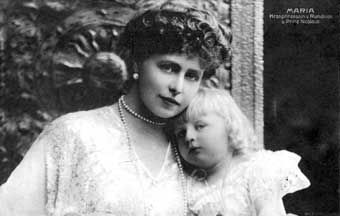
La regina Maria con Nicola nel 1906.

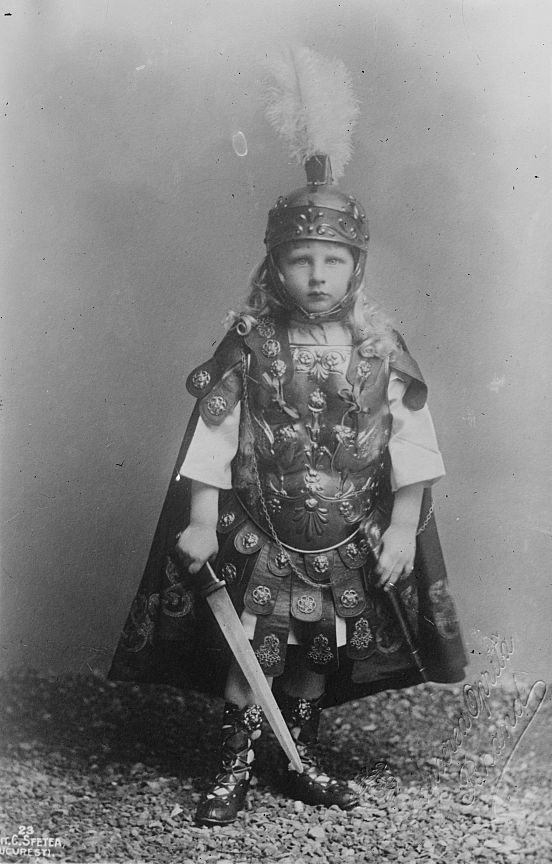
Nicola travestito da soldato.

Il principe Nicola Carlo Ferdinando Michele Antonio di Hohenzollern-Sigmaringen nacque il 3 agosto 1903 nel castello di Peleș, presso Sinaia, ed era figlio del principe ereditario Ferdinando e di sua moglie Maria di Sassonia-Coburgo-Gotha. La madre descrisse con calore questo figlio. Lo definiva: "Un bel bambino con il naso lunghetto... gli occhi blu e profondi, un aspetto imponente, a volte quasi feroce. Un bambino indipendente, capriccioso, imprevedibile ma seducente. Lo zio stesso re Carlo I non resiste a questo piccolo essere impulsivo, la cui ilarità spontanea lo diverte e lo rilassa. Non riusciva a separarsi da Nicky e un grande sorriso era sempre riservato a questo diavolo, che ha vinto l'austero cuore del re". Nicola trascorse la sua infanzia nel castello di Peleș. Invece di giocare con il fratello maggiore, preferiva la sorella Maria. I due erano inseparabili e a lungo fu la compagna di giochi ideale per Nicola.
Prima della Grande Guerra fu inviato a studiare al celebre Eton College, nonostante la passione dichiarata per la medicina, contrastata dal vecchio re Carlo I. A quell'epoca un principe avrebbe potuto essere solo un militare. Durante il college, il principe dimenticò il suo debole per la medicina e, come il suo futuro nipote, re Michele, si appassionò all'aviazione e allo sport in generale. Nel corso degli anni partecipò a diversi rally automobilistici e a competizioni internazionali.

### Prima guerra mondiale
La fine del 1914 portò un cambiamento nella vita del giovane principe. La morte di re Carlo I e l'ascesa al trono di suo padre Ferdinando costrinse tutta la famiglia a spostarsi nella residenza di Bucarest, Palazzo Cotroceni. Nicola interrompe gli studi e tornò in patria, perché in Europa era scoppiata la guerra.
La tranquilla adolescenza terminò nell'estate del 1916, quando la Romania entrò nella prima guerra mondiale. Nei suoi diari, rimasti inediti per decenni, Nicola ricorda come re Ferdinando lo chiamò nel suo ufficio prima dell'inizio della seduta del Consiglio della Corona del 14 agosto 1916 e che gli disse: "Le dinastie sono tenute a rispettare i cambi di privilegi. La negligenza, o peggio il rifiuto, di re e principi di servire adeguatamente un popolo significa abusare della fiducia e violare l'accordo. Dobbiamo ignorare l'ereditarietà, dimenticare gli alleati di sangue è il nostro modo di rispettare gli obblighi contenuti nel contratto sulla parola con il popolo rumeno". Il giorno dopo il paese entrò in guerra contro gli Imperi Centrali per realizzare il sogno della Grande Romania. Alla fine dello stesso anno, la famiglia reale e il governo furono costretti a ritirarsi a Iași dato che la capitale era caduta in mano ai tedeschi.
La guerra si concluse con la vittoria degli Alleati e la creazione della Grande Romania divenne realtà. Tuttavia, in questo periodo, la famiglia reale fu al centro di uno scandalo. Il principe Carlo, nel settembre 1918, rinunciò alle prerogative di erede al trono a causa del suo matrimonio con Zizi Lambrino. Durante questo periodo alcuni chiesero la nomina del principe Nicola ad erede al trono. Tenendo conto di tutte questa disposizione, Nicola ricevette una grande educazione, ma non tale da renderlo un futuro re. Marghiloman Alexander, presidente del Consiglio dei Ministri, disse al re: "Il principe Carlo dovrebbe essere spogliato dei suoi poteri e il principe Nicola proclamato al suo posto ed educato severamente e seriamente". La proposta non fu accettata, né dal sovrano né dagli altri leader politici. Nel novembre 1918 Carlo accettò lo scioglimento del suo matrimonio e il successivo annullamento, avvenuto nel gennaio 1919.

### Gli anni dal 1919 al 1925
Subito dopo la guerra, Nicola tornò nel Regno Unito a Eton. Trascorse gli anni successivi all'estero, tornando in patria solo durante le vacanze. Dopo la laurea, il principe entrò in servizio nella Royal Navy. Tornato in modo permanente nel paese, Nicola dedicò il suo tempo libero alle sue occupazioni preferite: lo sport e la vita sociale. In inverno, nelle colline vicino al castello di Peleș, si tennero diverse gare di sci che vedevano in Nicola un protagonista di primo piano. Più tardi il principe pubblicò un libro su questo sport. Nel febbraio del 1921 sua sorella Elisabetta, sposò il principe ereditario di Grecia. L'anno successivo si sposò anche Maria. Nicola trovò nella sorella minore Ileana una nuova amica. Nel 1920, la regina Maria ricevette in dono dalla città di Brașov il castello di Bran. Ileana e Nicola, che lo amarono fin dal primo momento, avevano un appartamento proprio. Una volta che la regina organizzò la casa, presero l'abitudine di trascorrere tre settimane ogni estate. Sempre in questo periodo circolarono alcune voci circa la vita poco disciplinata del principe. La madre fu quindi determinata nel tagliare il male alla radice, non volendo che si ricreasse la situazione originata dal figlio maggiore. In seguito il principe divenne più parsimonioso con le distrazioni.
Come membro della famiglia reale partecipava a varie feste, organizzate da aziende e associazioni sportive e di beneficenza. Non era interessato a questioni politiche e non aveva intenzione di impegnarsi in attività che richiedessero l'espressione di una scelta politica.

### Reggenza

Stendardo del reggente di Romania (1927-1930)

Nicola era il secondo maschio dopo Carlo, l'erede apparente, che rinunciò ai suoi diritti di successione il 12 dicembre 1925. Nel 1927, alla morte del re, gli successe il figlio maggiore di Carol, Michele di cinque anni. Lo stesso Nicola era stato proposto come erede quando nel 1918 Carol sposò la borghese Zizi Lambrino, un matrimonio poi annullato. Data la giovane età del re, il 20 luglio venne istituito un consiglio di reggenza, e Nicola fu costretto ad abbandonare la sua carriera nella Royal Navy britannica per entrare a far parte del consiglio, accanto al giurista Gheorghe Buzdugan e al patriarca Miron Cristea.
Anche se ufficialmente aveva il ruolo di "primo reggente", Nicola fu risentito dal dover abbandonare la sua carriera in marina, non nutrendo alcun interesse per la politica. Cercò di continuare la cooperazione del padre con i liberali nazionali (PNL) per contenere l'opposizione del Partito Nazionale Contadino (PNT) nominando un governo di unità nazionale guidato da Ion I. C. Brătianu. La collaborazione tra suo padre e il PNT era stata neutralizzata dal successo dal PNL ma, dopo la morte di Brătianu avvenuta nel 1927, ci fu un riavvicinamento tra la monarchia e il PNŢ. Da allora, la reggenza fu molto criticata. Secondo Nicolae Iorga, lo stesso Miron Cristea disse:
In un primo momento Nicola fu molto felice quando Carlo tornò in patria l'8 giugno 1930 diventando re Carlo II e mettendo così fine alla reggenza. Accolse con favore che il Parlamento votasse per abrogare la legge del 1926 e accompagnò il fratello appena arrivato dall'aeroporto di Băneasa a Palazzo Cotroceni.

### Esilio e ultimi anni
Tuttavia, i rapporti cordiali tra Nicola e Carlo non durarono a lungo. Nicola voleva sposare Ioana (Joanna) Dumitrescu-Doletti, una donna divorziata, ma era consapevole che per il sovrano sarebbe potuto essere imbarazzante autorizzare tale matrimonio. Il re suggerì alla coppia di sposarsi senza richiedere il suo consenso anche se ai membri della famiglia reale erano obbligati a farlo dalla legge. Carol aveva lasciato intendere che in queste circostanze avrebbe accettato il matrimonio come un fatto compiuto. Tuttavia dopo la celebrazione delle nozze, re Carlo utilizzò questo come scusa per privare Nicola dei suoi privilegi e titoli reali e per mandarlo in esilio. Visse prima in Spagna e poi in Svizzera. Nicola iniziò quindi a utilizzare il titolo di Principe di Hohenzollern-Sigmaringen.
Morì a Madrid il 9 giugno 1978 e fu sepolto nel cimitero cristiano di Prilly.

## Vita personale
Nicola si sposò due volte. Il suo primo matrimonio ebbe luogo a Tohani il 7 novembre 1931. Si sposò con Ioana (Joanna) Dumitrescu-Doletti (Bucarest, 24 settembre 1910 - Losanna, 19 febbraio 1963). Il primo marito di Dumitrescu-Doletti era stato Radu Săveanu, che la sposò in seconde nozze l'11 dicembre 1924. Il secondo ebbe luogo a Losanna il 13 luglio 1967. La sua seconda moglie era una brasiliana, Thereza Lisboa Figueira de Mello (Roma, 10 giugno 1913 - Madrid, 30 marzo 1997), figlia del colonnello Jerónimo de Ávila Figueira de Melo e di sua moglie Cândida Ribeiro Lisboa. Era la sorella di Francisco Lisboa Figueira de Melo, ex ambasciatore del Portogallo in Germania. Il primo marito di Figueira de Mello era Andrés Boulton Pietri (Caracas, 1910 - 1998), che sposò a Caracas il 2 luglio 1936 e con cui ebbe quattro figli: Roger (1937), Maria Thereza (1939), Andres (1943) e William (1945).
Il principe mantenne la passione per le corse automobilistiche e partecipò alla 24 Ore di Le Mans nel 1933 e nel 1935 con la sua Duesenberg J.

## Albero genealogico
|                                      |                                   |                                     | Genitori                              |  |  | Nonni |  |  | Bisnonni                                  |  |  | Trisnonni                         |  |
|                                      |                                   |                                     |                                       |  |  |       |  |  | Carlo Antonio di Hohenzollern-Sigmaringen |  |  | Carlo di Hohenzollern-Sigmaringen |  |
|                                      |                                   |                                     |                                       |  |  |       |  |  | Carlo Antonio di Hohenzollern-Sigmaringen |  |  | Carlo di Hohenzollern-Sigmaringen |  |
|                                      |                                   | Maria Antonietta Murat              |                                       |  |  |       |  |  | Carlo Antonio di Hohenzollern-Sigmaringen |  |  |                                   |  |
| Leopoldo di Hohenzollern-Sigmaringen |                                   |                                     |                                       |  |  |       |  |  | Carlo Antonio di Hohenzollern-Sigmaringen |  |  |                                   |  |
|                                      |                                   | Giuseppina di Baden                 | Carlo II di Baden                     |  |  |       |  |  |                                           |  |  |                                   |  |
|                                      |                                   | Giuseppina di Baden                 | Carlo II di Baden                     |  |  |       |  |  |                                           |  |  |                                   |  |
|                                      |                                   | Giuseppina di Baden                 | Stefania di Beauharnais               |  |  |       |  |  |                                           |  |  |                                   |  |
| Ferdinando I di Romania              |                                   | Giuseppina di Baden                 |                                       |  |  |       |  |  |                                           |  |  |                                   |  |
|                                      |                                   | Ferdinando II di Portogallo         | Ferdinando di Sassonia-Coburgo-Kohary |  |  |       |  |  |                                           |  |  |                                   |  |
|                                      |                                   | Ferdinando II di Portogallo         | Ferdinando di Sassonia-Coburgo-Kohary |  |  |       |  |  |                                           |  |  |                                   |  |
|                                      |                                   | Ferdinando II di Portogallo         | Maria Antonia di Koháry               |  |  |       |  |  |                                           |  |  |                                   |  |
| Antonia di Portogallo                |                                   | Ferdinando II di Portogallo         |                                       |  |  |       |  |  |                                           |  |  |                                   |  |
|                                      |                                   | Maria II di Portogallo              | Pietro I del Brasile                  |  |  |       |  |  |                                           |  |  |                                   |  |
|                                      |                                   | Maria II di Portogallo              | Pietro I del Brasile                  |  |  |       |  |  |                                           |  |  |                                   |  |
|                                      |                                   | Maria II di Portogallo              | Maria Leopoldina d'Austria            |  |  |       |  |  |                                           |  |  |                                   |  |
| Nicola di Romania                    |                                   | Maria II di Portogallo              |                                       |  |  |       |  |  |                                           |  |  |                                   |  |
|                                      | Alberto di Sassonia-Coburgo-Gotha | Ernesto I di Sassonia-Coburgo-Gotha |                                       |  |  |       |  |  |                                           |  |  |                                   |  |
|                                      | Alberto di Sassonia-Coburgo-Gotha | Ernesto I di Sassonia-Coburgo-Gotha |                                       |  |  |       |  |  |                                           |  |  |                                   |  |
|                                      | Alberto di Sassonia-Coburgo-Gotha | Luisa di Sassonia-Gotha-Altenburg   |                                       |  |  |       |  |  |                                           |  |  |                                   |  |
| Alfredo di Sassonia-Coburgo-Gotha    | Alberto di Sassonia-Coburgo-Gotha |                                     |                                       |  |  |       |  |  |                                           |  |  |                                   |  |
|                                      |                                   | Vittoria del Regno Unito            | Edoardo Augusto di Hannover           |  |  |       |  |  |                                           |  |  |                                   |  |
|                                      |                                   | Vittoria del Regno Unito            | Edoardo Augusto di Hannover           |  |  |       |  |  |                                           |  |  |                                   |  |
|                                      |                                   | Vittoria del Regno Unito            | Vittoria di Sassonia-Coburgo-Saalfeld |  |  |       |  |  |                                           |  |  |                                   |  |
| Maria di Edimburgo                   |                                   | Vittoria del Regno Unito            |                                       |  |  |       |  |  |                                           |  |  |                                   |  |
|                                      |                                   | Alessandro II di Russia             | Nicola I di Russia                    |  |  |       |  |  |                                           |  |  |                                   |  |
|                                      |                                   | Alessandro II di Russia             | Nicola I di Russia                    |  |  |       |  |  |                                           |  |  |                                   |  |
|                                      |                                   | Alessandro II di Russia             | Carlotta di Prussia                   |  |  |       |  |  |                                           |  |  |                                   |  |
| Maria Aleksandrovna di Russia        |                                   | Alessandro II di Russia             |                                       |  |  |       |  |  |                                           |  |  |                                   |  |
|                                      |                                   | Maria d'Assia e del Reno            | Luigi II d'Assia e del Reno           |  |  |       |  |  |                                           |  |  |                                   |  |
|                                      |                                   | Maria d'Assia e del Reno            | Luigi II d'Assia e del Reno           |  |  |       |  |  |                                           |  |  |                                   |  |
|                                      |                                   | Maria d'Assia e del Reno            | Guglielmina di Baden                  |  |  |       |  |  |                                           |  |  |                                   |  |
|                                      |                                   | Maria d'Assia e del Reno            |                                       |  |  |       |  |  |                                           |  |  |                                   |  |